# Gryllus argenteus
Gryllus argenteus är en insektsart som först beskrevs av Lucien Chopard 1954.  Gryllus argenteus ingår i släktet Gryllus och familjen syrsor. Inga underarter finns listade i Catalogue of Life.